# هانتینگ (ویسکانسین)
هانتینگ (به انگلیسی: Hunting) یک منطقهٔ مسکونی در ایالات متحده آمریکا است که در ویسکانسین واقع شده‌است.